# Vlase (miasto Vranje)
Vlase (cyr. Власе) – wieś w Serbii, w okręgu pczyńskim, w mieście Vranje. W 2011 roku liczyła 333 mieszkańców.